# Las batallas
«Las batallas» es una canción del álbum de estudio de la Banda de Rock alternativo Café Tacvba, publicado en noviembre de 1992. Fue lanzada por la discográfica Warner Music Group y la letra de la canción está inspirada en un libro escrito por el escritor José Emilio Pacheco.

## Lista de canciones

### CD - Maxi single[5]
| Las batallas — Single |                |          |  |
| N.º                   | Título         | Duración |  |
| 1.                    | «Las batallas» | 3:26     |  |

## Creditós
- Juan (Rubén Albarrán)
- Emmanuel Del Real
- Joselo Rangel
- Quique Rangel

## Posiciones en las listas
| Listas (2003)                              | Posición |
| ------------------------------------------ | -------- |
| Estados Unidos Billboard Hot Latin Tracks  | 17       |
| Estados Unidos Billboard Latin Pop Airplay | 6        |